# CA Câmpulung Moldovenesc
El CA Câmpulung Moldovenesc fue un equipo de fútbol de Rumania que alguna vez jugó en la Liga I, la primera división de fútbol en el país.

## Historia
Fue fundado en el año 1948 en la ciudad de Iasi con el nombre CS Armata, y era el club que representaba a la fuerza armada de Rumania.
En la temporada de 1948/49 debuta en la Liga III, logrando en dos años el acenso a la Liga II. En 1951 el club se muda a la ciudad de Câmpulung Moldovenesc en el distrito de Suceava y cambia su nombre por el de CA Câmpulung Moldovenesc y con sigue el ascenso a la Liga I por primera vez.
En la temporada de 1952 el club termina en tercer lugar, y durante la temporada de 1953 marchaba en la primera posición a mediados de la temporada, pero al cabo de 11 fecha el club fue disuelto. Algunos de sus jugadores fueron fichados por el CCA Bucarest y el resto de la plantilla se dispersó entre los otros equipos de la Liga I en esa temporada.

## Palmarés
- Liga II: 1

1951

## Jugadores

### Jugadores destacados
- Ion Alecsandrescu